# Мамаев, Николай Николаевич
Никола́й Никола́евич Мама́ев (род. 25 августа 1939, Оричи, Кировская область, Россия) — российский учёный, гематолог, доктор медицинских наук, профессор кафедры гематологии, трансфузиологии и трансплантологии ПСПбГМУ имени академика И. П. Павлова, ведущий научный сотрудник НИИ детской онкологии, гематологии и трансплантологии имени Р. М. Горбачёвой.

## Биография
Родился 25 августа 1939 года в посёлке Оричи Кировской области. В 1963 году окончил Первый Ленинградский медицинский институт.
В 1969 году защитил кандидатскую диссертацию по теме «Митотический индекс и пролиферативный потенциал бластных клеток у больных хроническим миелолейкозом и острыми лейкозами».
В 1982 году получил степень доктора медицинских наук (диссертация «Кинетические и цитогенетические характеристики клеток больных хроническим миелолейкозом и острыми лейкозами»).
В 2000 году получил звание профессора.
В настоящее время — профессор кафедры гематологии, трансфузиологии и трансплантологии Первого Санкт-Петербургского государственного медицинского университета имени академика И. П. Павлова, ведущий научный сотрудник отдела трансплантации для детей и подростков НИИ детской онкологии, гематологии и трансплантологии имени Р. М. Горбачёвой, член диссертационного совета ПСПбГМУ им. акад. И. П. Павлова.

## Основные направления научной деятельности
Исследования в области цитогенетики и молекулярной биологии лейкозов, а также исследования трансплантации гемопоэтических стволовых клеток.

## Научный вклад
За авторством Мамаева Н. Н. насчитывается более ста публикаций в российских и зарубежных печатных изданиях.